# Арисменди, Кельче
Кельчи Арисменди Кастелланос (исп. Kelche Arizmendi Castellanos) (6 марта 1977, Мехико, Мексика) — известная мексиканская актриса театра и кино.

## Биография
Родилась 6 марта 1977 года в Мехико. С детства мечтала стать актрисой и после окончания средней школы в возрасте 18 лет поступила в CEA, где училась с будущими актёрами: Клаудией Тройо, Адрианой Ньето, Сусаной Гонсалес, Арлет Теран и Мигелем Анхель Бьяджио. В 1998 году она получила диплом по профессии актриса и тут же дебютирует в телесериале Живу ради Елены, который оказался культовым телесериалом во многих странах мира, следующие сериалы Личико ангела, Страсти по Саломее, Таковы эти женщины и Наперекор судьбе также оказались не менее популярными во многих странах мира. Всего за свою карьеру актриса снялась в 25 работах в кино и телесериалах. 

## Фильмография

### Мексика

#### Телесериалы

##### Свыше 2-х сезонов
- 1985-2007 — Женщина, случаи из реальной жизни (17 сезонов; снялась с 2001 по 2007 год)
- 2008-н. в. — Роза Гваделупе (6 сезонов) — Аллисон.
- 2011-н. в. — Как говорится (6 сезонов) — Алексия.

##### Televisa
- 1998 — Живу ради Елены — Руситас Панчита.
- 1998-99 — Что происходит с нами?
- 2000-01 — Личико ангела — Лорена «Лоре».
- 2001 — Подруги и соперницы — Хисела.
- 2001-02 — Страсти по Саломее — Наталия «Нати».
- 2002-03 — Таковы эти женщины — Виолета Кармона.
- 2003 — Немного блошек
- 2005 — Наперекор судьбе — Фуенсанта.

### США

#### Телесериалы

##### Свыше 2-х сезонов
- 2004-09 — Секреты (5 сезонов) — Росарио Вергара.